# 실재
실재(實在, reality)란 인식 주체로부터 독립해 객관적으로 존재한다고 여겨지는 것을 말한다. 꿈이나 망상과 같이 인식 주체에 의해 만들어진 것은 구별된다. 또, 표상(表象)을 변화시키는 사물의 배후에 있다고 하는 불변의 실체(實體)를 의미하는 경우도 있다.
실재는 단지 상상적이거나 존재하지 않거나 실제가 아닌 것과는 반대로, 우주 내에 실제이거나 존재하는 모든 것의 합 또는 집합체이다. 이 용어는 또한 사물의 존재론적 상태를 나타내기 위해 사용되며, 사물의 존재를 나타낸다. 물리적인 측면에서 실재는 알려지거나 알려지지 않은 시스템의 총체이다.
실재나 존재 또는 존재의 본질에 관한 철학적 질문은 서구 철학 전통에서 형이상학의 주요 분파인 존재론의 주제 아래에서 고려된다. 존재론적 질문은 과학철학, 종교철학, 수학철학, 철학적 논리학을 포함한 철학의 다양한 분야에도 등장한다. 여기에는 물리적 대상만이 실제인지(즉, 물리주의), 실재가 근본적으로 비물질적인지(예: 이상주의), 과학 이론에 의해 가정된 관찰할 수 없는 가상의 실체가 존재하는지, 신이 존재하는지, 숫자 및 기타 추상 객체가 존재하는지, 그리고 가능한 세계가 존재하는지 여부에 대한 질문이 포함된다. 인식론은 무엇이 가능하다고 알려지거나 추론될 수 있는지, 그리고 어떻게 현대 사회에서 실재를 결정하거나 조사하기 위한 출처 및 방법으로서 이성, 경험적 증거 및 과학을 강조하는지에 관심이 있다.

## 같이 보기
- 존유
- 본질
- 실제
- 존재
- 실체
- 실제적
- 실존주의